# Кислицын, Александр Спиридонович
Александр Спиридонович Кислицын — советский военный деятель, гвардии полковник.

## Биография
Родился в 30 августа 1902 году в деревне Серяки Кировской области. Член КПСС с 1923 года.
С 1922 года — на хозяйственной, общественной и политической работе. Вступил в ряды РККА 15 августа 1922 года.
Окончил 5-ю Киевскую пехотную школу комсостава. В 1930-е гг. — помощник командира 57-го особого корпуса, начальник снабжения управления 1-й армейской группы в МНР, участник боевых действий на Халхин-Голе.
В 1940—1941 гг. — начальник штаба 22-й танковой дивизии под Брестом.
Участник Великой Отечественной войны: начальник штаба 17-й бригады, на командных должностях в 12-й, 49-й и 56-й армиях, командир 33-го отдельного гвардейского танкового полка прорыва РГК, командир 12-й артиллерийской самоходной бригады, начальник боевой подготовки 2-й механизированной армии, заместитель командира корпуса.
С 11 февраля 1954 года — в отставке.
После войны — руководитель военно-исторической секцией при челябинском Доме офицеров, председатель Челябинского областного совета ветеранов Гражданской и Великой Отечественной войн.
Умер в Челябинске в 1965 году. Похоронен на Успенском кладбище.

## Награды
- Орден Ленина (06.11.1947);
- шесть орденов Красного Знамени (16.03.1943; 03.11.1944; 07.03.1945; 29.05.1945; 01.09.1945; 21.08.1953);
- Орден Отечественной войны I степени (05.05.1944);
- Орден Красной Звезды (19.11.1939);
- Медаль «За оборону Москвы» (01.05.1944);
- Медаль «За оборону Кавказа» (01.05.1944);
- Медаль «За победу над Германией в Великой Отечественной войне 1941—1945 гг.» (09.05.1945).